# Oxysternon conspicillatum
 (janvier 2019).
Si vous disposez d'ouvrages ou d'articles de référence ou si vous connaissez des sites web de qualité traitant du thème abordé ici, merci de compléter l'article en donnant les références utiles à sa vérifiabilité et en les liant à la section « Notes et références ».
Espèce
Oxysternon conspicillatum est une espèce d'insectes coléoptères, un scarabée de la sous-famille des Scarabaeinae.